# Rafa Berges
Rafael Berges Martín (Córdoba, España, 21 de enero de 1971) es un entrenador y exfutbolista español que jugaba en la posición de lateral izquierdo. Actualmente es el entrenador del Badak Lampung F.C. de la Liga 2 de Indonesia.

## Carrera deportiva

### Jugador
Participó con la selección española sub-23 en los Juegos Olímpicos de Barcelona 1992, en la que España ganó la medalla de oro.
Además, fue internacional con la selección sub-21 de España. Al finalizar la temporada 1998-99 fue convocado para una convivencia de la selección, aunque nunca llegó a debutar por una inoportuna lesión de rodilla.
Berges se hizo entrenador en 2005, empezando por el Córdoba CF B. Entre otros equipos humildes, también dirigiría al filial de la UD Almería.

### Entrenador
Tras su retirada ha sido coordinador de las categorías base del Córdoba Club de Fútbol, así como entrenador de varios equipos. En la 2.ª vuelta de la temporada 2011-12 se incorpora como entrenador del filial del Córdoba CF (sustituyendo a Alessandro Pierini).
En la temporada 2012-13, ficha como entrenador para el primer equipo del Córdoba CF. El equipo franjiverde dio su mejor cara en la primera parte del campeonato, estando cerca de las posiciones de "play-off" de ascenso y llegando a octavos de final de la Copa del Rey. Berges fue destituido tras la jornada 33 de la misma temporada, con el conjunto andaluz como noveno clasificado.
El 12 de enero de 2015 firma hasta final de temporada por el Real Jaén, sustituyendo al destituido José Jesús Aybar Bejarano.
El 29 de noviembre de 2016 ficha por la UD Logroñés, hasta marzo de 2017, donde sería destituido y sustituido por el técnico de la casa Sergio Rodríguez Martínez.

## Trayectoria

### Como futbolista
| Club                   | Categoría           | Año                 | Parts. | Goles |
| ---------------------- | ------------------- | ------------------- | ------ | ----- |
| Córdoba CF · España    | 2ªB                 | 1989-1990           | 33     | 0     |
| Córdoba CF · España    | 2ªB                 | 1990-1991           | 41     | 2     |
| CD Tenerife · España   | 1.ª                 | 1991-1992           | 20     | 1     |
| CD Tenerife · España   | 1.ª                 | 1992-1993           | 22     | 0     |
| Celta de Vigo · España | 1.ª                 | 1993-1994           | 35     | 2     |
| Celta de Vigo · España | 1.ª                 | 1994-1995           | 39     | 0     |
| Celta de Vigo · España | 1.ª                 | 1995-1996           | 33     | 1     |
| Celta de Vigo · España | 1.ª                 | 1996-1997           | 26     | 1     |
| Celta de Vigo · España | 1.ª                 | 1997-1998           | 30     | 3     |
| Celta de Vigo · España | 1.ª                 | 1998-1999           | 21     | 1     |
| Celta de Vigo · España | 1.ª                 | 1999-2000           | 0      | 0     |
| Celta de Vigo · España | 1.ª                 | 2000-2001           | 0      | 0     |
| Córdoba CF · España    | 2.ª                 | 2001-2002           | 4      | 0     |
| Total en su carrera    | Total en su carrera | Total en su carrera | 304    | 11    |

Incluye partidos de 1ª, 2ª, 2ªB, Copa del Rey, Copa de la UEFA, Intertoto y Promoción a Segunda.

### Como entrenador
| Club               | País      | Año       |
| ------------------ | --------- | --------- |
| Córdoba "B"        | España    | 2006-2007 |
| Lucena CF          | España    | 2006      |
| UD Almería "B"     | España    | 2007      |
| Séneca CF          | España    | 2008      |
| CD Linares         | España    | 2008      |
| CD Pozoblanco      | España    | 2010-2011 |
| Córdoba "B"        | España    | 2011-2012 |
| Córdoba CF         | España    | 2012-2013 |
| Real Jaén CF       | España    | 2015      |
| UD Logroñés        | España    | 2016-2017 |
| Mitra Kukar FC     | Indonesia | 2017-2019 |
| Badak Lampung F.C. | Indonesia | 2020-act. |

## Palmarés
| Título                                                   | Club               | País   | Año  |
| -------------------------------------------------------- | ------------------ | ------ | ---- |
| Medalla de oro en los Juegos Olímpicos de Barcelona 1992 | Selección española | España | 1992 |
| Copa Intertoto de la UEFA                                | Celta de Vigo      | España | 2000 |

- Subcampeón de la Copa del Rey con el Real Celta en la temporada 1993-94.

(*) Incluyendo la selección